# Xian de Wuzhai
Le xian de Wuzhai (五寨县 ; pinyin : Wǔzhài Xiàn) est un district administratif de la province du Shanxi en Chine. Il est placé sous la juridiction de la ville-préfecture de Xinzhou.

## Démographie
La population du district était de 102 919 habitants en 1999.